# Heinrich Burkhardt (matematician)

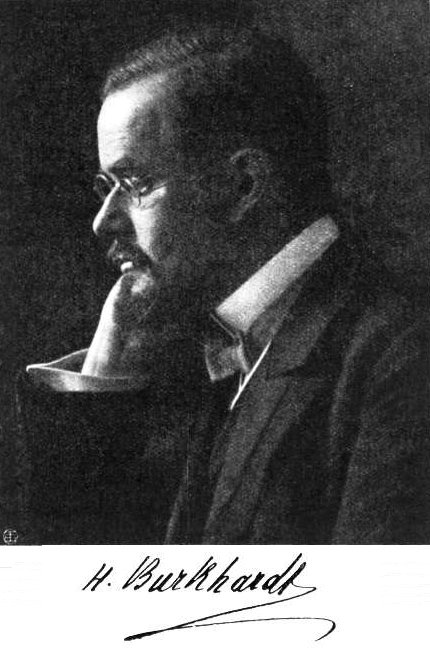
Heinrich Burkhardt

Heinrich Friedrich Karl Ludwig Burkhardt (n. 10 octombrie 1861 - d. 2 noiembrie 1914) a fost un matematician german.
A fost profesor la Școala Superioară din München, autor al mai multor lucrări de algebră superioară, teoria funcțiilor și fizică matematică.
De asemenea, este cunoscut pentru publicarea Enciclopediei științelor matematice pure și aplicate.

## Scrieri
- 1892: Die Anfänge der Gruppentheorie und Paulo Ruffini
- 1908: Entwicklungen nach Oszillierenden Functionen und Integration der Differentialgleichungen der mathematischen Physik